# Javorník (Jeseník)
Javorník é uma cidade checa localizada na região de Olomouc, distrito de Jeseník.